# 르네상스와 계몽주의의 진화론
르네상스와 계몽주의 시대의 진화론은 17세기와 18세기에 자연사가 더욱 정교해지면서 과학혁명과 기계철학의 등장으로 자연계를 동작하는 기계로 보는 것이 장려되면서 발전했다. 그러나 18세기 초의 진화론적 사상은 종교적, 영적 성격을 띠고 있었다. 18세기 후반에 생물학적 진화에 대한 보다 유물론적이고 분명한 아이디어가 등장하기 시작했고, 진화 사상의 역사에 새로운 가지가 추가되었다.

## 17세기와 18세기 초
진화(Evolution)라는 단어(라틴어 evolutio, "두루마리처럼 펴다"를 의미)는 17세기에 영어로 나타났다. 이것은 사건의 질서 있는 순서, 특히 처음부터 결과가 어떻게든 그 안에 포함된 사건의 순서를 나타낸다. 특히, 1677년에 매튜 헤일 경은 데모크리토스와 에피쿠로스의 무신론적 원자론을 공격하면서 신의 개입이 있는 원자의 진동과 충돌이 "인간, 동물, 새와 물고기의 즉각적이고 원시적이며 생산적인 원리"였다.
그러나 헤일에게 이 메커니즘은 "불합리한 것"이었다. 왜냐하면 "인간적 자연의 보완과 형성이 구성되어야 하는 진화에서 최소한 잠재적으로 인간적 자연의 전체 체계, 또는 최소한 그 이상적인 원리 또는 구성을 가져야 하기 때문이다. ··· 그리고 이 모든 것은 무의미하고 죽은 원자의 우연한 연합에서 나온 것이다."
Hale는 단어가 상징하게 될 정확한 기계론적 견해에 반대하여 논쟁에서 처음으로 진화라는 용어를 사용했지만, 그는 또한 1650년과 1800년 사이에 탐구된 적어도 일부 진화론적 이론은 지구상의 생명체를 포함하여 우주가 기계적으로 완전히 발전했다고 가정했음을 보여준다. 이 무렵 갈릴레오와 뉴턴의 물리학에 의해 강화된 데카르트의 기계 철학은 과학 혁명을 특징짓게 될 기계와 같은 우주관을 조장하기 시작했다. 그러나 독일의 이상주의 철학자 셸링과 헤겔 (그리고 쇼펜하우어가 조롱함)에 의해 발전된 것을 포함하여 대부분의 현대 진화론은 진화가 근본적으로 영적인 과정이라고 주장했으며, 자연 및 인간 진화의 전체 과정은 "자기 공개적(self-disclosing)"이다.
이러한 이론가들의 전형인 고트프리트 빌헬름 라이프니츠는 1714년에 물체 내부의 "모나드(단자)"가 내부 힘에 의해 운동을 유발한다고 가정했다. 또한 "모든 것의 '세균'은 항상 존재해 왔으며 ··· 내부에 개발의 내부 원리를 포함한다. 그것은 현재의 지질학적 형태, 생명체, 심리학, 문명이 되기 위해 광범위한 일련의 변태를 통해 그들을 몰아낸다.  더 높은 경지에 이르도록 인식되어야 한다." 그의 De rerum originatione radicali(1697)에서 그는 다음과 같이 썼다. 라이프니츠는 진화가 신성한 원칙에 따라 진행된다는 것을 분명히 느꼈다. 요한 고트프리트 헤르더와 같은 다른 사람들도 비슷한 생각을 표현했다.
1603년과 1613년 사이에 윌터 롤리 경은 런던탑에서 처형을 기다리는 죄수였다. 이 기간 동안 그는 미국의 경험과 모험을 기술한 5권의 책으로 세계사를 썼다. 이 책에서 그는 신대륙에서 발견된 모든 새로운 종이 노아의 방주에서 제자리를 찾을 수 있었는지 궁금해했다. 이는 당시 매우 심각한 질문으로, 그는 고대 대륙의 동물들만이 방주에서 자리를 찾았다고 가정한다. 결국, 대홍수 이후에 이 동물들 중 일부는 신대륙으로 이주하고 환경적 압력을 받아 새로운 종을 만들기 위해 모습을 바꿀 것이다. 50년 후, 매튜 헤일은 더 나아가 모든 동물 종의 원형만 방주에 태울 수 있다고 말했다. 이들은 출시 후에 결국 차별화된다. 많은 성직자들은 방주의 선박량(tonnage) 문제를 해결하는 것처럼 보였기 때문에 롤리와 헤일의 아이디어에 만족했다.

## 18세기 중반
1745년의 Venus Physique와 1751년의 System of Nature에서 피에르 모페르튀이는 보다 유물론적인 근거로 방향을 틀었다. 그는 번식하는 동안 발생하고 여러 세대에 걸쳐 축적되어, 인종과 심지어 새로운 종을 생성하는 자연적인 변형에 대해 썼다. 그는 일반적으로 자연 선택의 개념도 예상했다.
모호하고 일반적인 진화론은 18세기 중반 계몽주의 철학자들 사이에서 계속 확산되었다. 조르주루이 르클레르 드 뷔퐁 백작은 대부분의 사람들이 종이라고 부르는 것이 실제로는 잘 표시된 품종이라고 제안했다.
그는 당시에 속이라고 불렸던 것(현대 과학적 분류의 관점에서 가족으로 간주됨)의 구성원은 모두 하나의 공통 조상의 후손이라고 생각했다. 각 가족의 조상은 자연 발생을 통해 발생하고, 환경 영향으로 인해 다른 종으로 분화되었을 것이라고 생각하였다. 그는 당시 알려진 200종 정도의 포유동물이 38종에 불과한 원형에서 유래했을 것이라고 추측했다.
뒤퐁의 진화 개념은 엄격하게 제한되었다. 그는 각 가족의 자발적인 생성을 형성하는 "내적 틀"이 있으며 가족 자체가 완전히 그리고 영원히 구별된다고 믿었다. 따라서 사자, 호랑이, 표범, 퓨마 및 집고양이는 모두 공통 조상을 공유할 수 있지만 개와 집고양이는 그렇지 않다. 다윈의 기원 6판에 대한 서문은, 아리스토텔레스가 자연 선택의 개념을 예고한 것으로 인정했지만, 그는 또한 "현대에 그것을 과학적 정신으로 취급한 최초의 저자는 뒤퐁이었다"라고 썼다.
일부 18세기 작가들은 인간 진화에 대해 추측했다. 의사이자 지도 제작자인 John Mitchell은 1744년에 An Essay on the Causes of the Different Colors of People in Different Climates 라는 책에서 지구상의 첫 번째 인종은 갈색과 붉은 색을 띠었다고 주장했다. 아시아인과 아메리카 원주민 사이에서 발견되는 중간 황갈색은 인류의 원래 피부색이었고, 다른 인종은 다른 기후에서 세대를 보낸 원래 인종에 의해 생겨났다고 주장한 것이다.
1767년과 1792년 사이에 몬보도 경은 사람이 다른 영장류의 후손일 뿐만 아니라 환경에 따라 생물이 오랜 시간 간격을 두고 자신의 특성을 변형시키는 방법을 찾았다는 개념을 그의 저작에 포함시켰다. 그는 또한 이래즈머스 다윈이 그의 시 Temple of Nature에서 인용한 언어학의 진화에 대한 연구를 수행했다. Jan-Andrew Henderson은 Monboddo가 자연 선택 이론을 처음으로 설명했다고 말한다.
1792년 철학자 임마누엘 칸트는 판단력비판에서 "과감한 이성의 모험"이라고 불렀다. 예를 들어, "어떤 물 동물은 점차적으로 습지 동물로 변하고 몇 세대 후에는 육지 동물로 변한다"고 했다. 에리히 푀겔린과 같은 일부 20세기 철학자들은 칸트가 현대 진화론의 전조가 되었다고 생각한다.

1796년에 에라스무스 다윈(Erasmus Darwin)은 "모든 온혈 동물은 하나의 살아 있는 섬유로부터 ··· 새로운 부분을 획득하는 힘으로 ··· 자극에 반응하여 생겨났다"고 제안한 그의 Zoönomia를 출판했다. 1802년 그의 시 Temple of Nature에서 그는 진흙 속에 사는 미세한 유기체에서 현대의 다양성에 이르기까지 생명의 부상을 설명했다. 이 시는 영어 원문 그대로 아래에 싣는다. 
First forms minute, unseen by spheric glass,
Move on the mud, or pierce the watery mass;
These, as successive generations bloom,
New powers acquire and larger limbs assume;
Whence countless groups of vegetation spring,

And breathing realms of fin and feet and wing.

## 같이 보기
- 종의 변환

## 참고 문헌
- Bowler, Peter J. (2003). 《Evolution:The History of an Idea》. University of California Press. ISBN 0-520-23693-9.
- Darwin, Erasmus (1825). 《The Temple of Nature, or The Origin of Society》. Jones. Erasmus Darwin Temple.
- Darwin, Erasmus (1818). 《Zoonomia》.
- Henderson, Jan-Andrew (2000). 《The Emperor's Kilt: The Two Secret Histories of Scotland》. Mainstream Publishing.
- Kant, Immanuel (1792). 《Kant's Critique of Judgement, translated with Introduction and Notes by J.H. Bernard (2nd ed. revised) (London, 1914)》. Macmillan.
- Larson, Edward J. (2004). 《Evolution:The Remarkable History of Scientific Theory》. Modern Library. ISBN 0-679-64288-9.
- Lovejoy, Arthur (1936). 《The Great Chain of Being: A Study of the History of an Idea》. Harvard University Press. ISBN 0-674-36153-9.